# Крістофер Пламмер
Крістофер Пламмер (ім'я при народженні Артур Крістофер Орм Пламмер, англ. Arthur Christopher Orme Plummer); 13 грудня 1929, Торонто, Канада — 5 лютого 2021, Вестон, Коннектикут, США) — канадський театральний та теле-кіноактор, відомий за ролі в фільмах «Звуки музики», «Дванадцять мавп», «Ігри розуму», «Будинок біля озера», «Своя людина», «Дівчина з тату дракона». Лауреат премій «Золотий глобус», «Оскар», «Еммі», «Тоні».

## Молоді роки
Народився в Торонто в сім'ї Ізабелли Марі й Джона Орм Пламмерів. По материнській лінії є правнуком канадського прем'єр-міністра Джона Аббота. Був єдиною дитиною в родині. Незабаром після народження батьки розлучилися і Крістофер переїхав на батьківщину матері в Сенвіль, Квебек. Знає англійську і французьку мови. Змалечку захоплювався музикою і хотів стати піаністом, але потім захопився театром і почав грати в різних шкільних виставах. Звернув на себе увагу театральних критиків після вистави «Гордість і упередження», в якій грав роль Містера Дарсі.

## Кар'єра
Дебютував на Бродвеї в 1953 році. За свою більш ніж півстолітню театральну кар'єру зіграв безліч ролей в різних знаменитих виставах, у тому числі, в «Cyrano» (1973) і «Barrymore» (1997), за які він отримав нагороду «Тоні», а пізніше — виконав роль Короля Ліра в Лінкольн-центрі (2004). У 2007 Пламмер виконав головну роль у Бродвейській постановці «Пожнеш бурю» англ. Inherit the Wind (2007), отримавши за неї сьому по рахунку номінацію на премію «Тоні».
Свою кінокар'єру розпочав в 1958 році в фільмі Сідні Люмета «Зачарована сценою». Світову відомість йому принесла роль капітана фон Траппа в оскароносному фільмі «Звуки музики».
Паралельно з роботою в театрі активно знімається в кіно. Можна згадати його останні широковідомі роботи як «Дванадцять мавп» (1995), «Ігри розуму» (2001), «Своя людина» (1999), «Вперед і вгору» (2009), «Дівчина з тату дракона» (2011).
У 2011 році за роботу у трагікомедії «Початківці» отримав премії «Золотий глобус», «Оскар», «БАФТА».
Наприкінці січня 2021 року впав біля свого будинку і вдарився головою об машину дружини. Через два тижні, 5 лютого, помер на 92-му році життя від наслідків удару. Останню роль у другому сезоні телесеріалу «Виліт» відзняв незадовго до смерті.

## Особисте життя
Пламмер був одружений тричі. Його перший шлюб, з актрисою Теммі Граймс, був в 1956 році й тривав чотири роки. В шлюбі народилась дочка Аманда Пламмер (нар. 1957).
Вдруге був одружений із журналісткою Патрицією Льюїс з 4 травня 1962 по 1967 рік.
Він і його третя дружина, британська танцівниця і актриса Елен Регіна Тейлор, одружені з 1970 року і проживали на фермі в штаті Коннектикут.

## Фільмографія
| Рік       | Назва українською                 | Оригінальна назва                      | Персонаж                                    |
| --------- | --------------------------------- | -------------------------------------- | ------------------------------------------- |
| 1958      | Зачарований сценою                | Stage Struck                           | Джо Шерідан                                 |
| 1958      | Wind Across the Everglades        | Wind Across the Everglades             | Волт Мердок                                 |
| 1958      | Little Moon of Alban              | Little Moon of Alban                   | Кеннет Бойд                                 |
| 1964      | Падіння Римської імперії          | The Fall of the Roman Empire           | Коммод                                      |
| 1965      | Звуки Музики                      | The Sound of Music                     | капітан фон Трап                            |
| 1965      | Всередині Дейзі Кловер            | Inside Daisy Clover                    | Реймонд Свон                                |
| 1966      | Triple Cross                      | Triple Cross                           | Едді Чепмен                                 |
| 1967      | Ніч генералів                     | The Night of the Generals              | Ервін Роммель                               |
| 1969      | Битва за Британію                 | Battle of Britain                      | Колін Гарві                                 |
| 1970      | Ватерлоо                          | Waterloo                               | Веллінгтон                                  |
| 1975      | Повернення Рожевої Пантери        | The Return of the Pink Panther         | сер Чарльз Літтон                           |
| 1975      | Чоловік, який хотів стати королем | The Man Who Would Be King              | Редьярд Кіплінг                             |
| 1975      | День, який потряс світ            | The Day That Shook the World           | Франц Фердинанд                             |
| 1976      | Аси в небі                        | Aces High                              | капітан «дядько» Синклер (лейтенант Осборн) |
| 1977      | Ісус з Назарету                   | Jesus of Nazareth                      | Ірод Антипа                                 |
| 1977      | Срібний                           | Silver Blaze                           | Шерлок Холмс                                |
| 1979      | Срібний                           | Starcrash                              | Імператор                                   |
| 1979      | Убивство за наказом               | Murder by Decree                       | Шерлок Холмс                                |
| 1979      | Ганновер Стріт                    | Hanover Street                         | Пол Селінджер                               |
| 1980      | Десь у часі                       | Somewhere in Time                      | Вільям Робінсон                             |
| 1981      | Аматор                            | The Amateur                            | професор Лакос                              |
| 1983      | Червоне і Чорне                   | The Scarlet and the Black              | Герберт Каплер                              |
| 1983      | Ті, що співають у терні           | The Thorn Birds                        | архієпископ Вітторіо ді Контіні-Верчезе     |
| 1984      | Пейзаж мрій                       | Dreamscape                             | Боб Блер                                    |
| 1984      | Випробування невинністю           | Ordeal by Innocence                    | Лео Аргайл                                  |
| 1986      | Хлопці в блакитному               | The Boy in Blue                        | Нокс                                        |
| 1986      | Американський хвіст               | An American Tail                       | Генрі                                       |
| 1987      | Сіті зла                          | Dragnet                                | Джонатан Вірлі                              |
| 1990      | Там, де серце                     | Where the Heart Is                     | Джеррі                                      |
| 1991      | Молода Катерина                   | Young Catherine                        | Чарльз Вільямс                              |
| 1991      | Зоряний шлях 6: Невідкрита країна | Star Trek VI: The Undiscovered Country | генерал Чанг                                |
| 1991      | В колі першому                    | The First Circle                       | Віктор Абакумов                             |
| 1991      | Малкольм Ікс                      | Malcolm X                              | Гілл                                        |
| 1994      | Вовк                              | Wolf                                   | Реймонд Алден                               |
| 1995      | Долорес Клейборн                  | Dolores Claiborne                      | Джон МакКей                                 |
| 1995      | Дванадцять мавп                   | 12 Monkeys                             | доктор Гоїнс                                |
| 1998      | Оксамитова золота жила            | Velvet Goldmine                        | Браян Слейд                                 |
| 1998      | B. Monkey                         | B. Monkey                              | Бруно                                       |
| 1998      | Клоун опвночі                     | The Clown at Midnight                  | містер Карутерс                             |
| 1999      | Своя людина                       | The Insider                            | Майк Воллес                                 |
| 2000      | Нюрнберг                          | Nuremberg                              | Девід Максвел Файф                          |
| 2000      | Дракула 2000                      | Dracula 2000                           | ван Хелсінг                                 |
| 2001      | Ігри розуму                       | A Beautiful Mind                       | доктор Розен                                |
| 2002      | Арарат                            | Ararat                                 | Девід                                       |
| 2003      | Євангелія від Івана               | The Gospel of John                     | оповідач                                    |
| 2003      | Диявольський маєток               | Cold Creek Manor                       | містер Массі                                |
| 2004      | Скарб нації                       | National Treasure                      | Джон Гейтс                                  |
| 2004      | Олександр                         | Alexander                              | Аристотель                                  |
| 2005      | Любов до собак обов'язкова        | Must Love Dogst                        | Біл Нолан                                   |
| 2005      | Сіріана                           | Syriana                                | Ден Вітінг                                  |
| 2006      | Не спійманий — не злодій          | Inside Man                             | Артур Кейс                                  |
| 2006      | Будинок біля озера                | The Lake House                         | Саймон Вейлер                               |
| 2009      | Вперед і вгору                    | Up                                     | Чарльз Мунц                                 |
| 2009      | 9                                 | 9                                      | 1                                           |
| 2009      | Імаджинаріум доктора Парнаса      | The Imaginarium of Doctor Parnassus    | доктор Парнас                               |
| 2009      | Останнє воскресіння               | The Last Station                       | Лев Толстой                                 |
| 2011      | Священик                          | Pries                                  | монсеньйор Орелас                           |
| 2011      | Початківці                        | Beginners                              | Гал                                         |
| 2011      | Дівчина з тату дракона            | The Girl with the Dragon Tattoo        | Генріх Вангер                               |
| 2013      | Головний бій Мухаммеда Алі        | Muhammad Ali's Greatest Fight          | Джон Харлан                                 |
| 2014      | Ельза та Фред                     | Elsa & Fred                            | Фред Баркрофт                               |
| 2014      | Подорож Гектора у пошуках щастя   | Hector and the Search for Happiness    | профессор Корман                            |
| 2014      | Фальсифікатор                     | The Forger                             | Джозеф Каттер                               |
| 2015      | Денні Коллінз                     | Danny Collins                          | Френк Грудмен                               |
| 2015      | Пам'ятати                         | Remember                               | Зев Гуттман                                 |
| 2016      | Останній поцілунок кайзера        | The Exception                          | Вільгельм II                                |
| 2017      | Усі гроші світу                   | All the Money in the World             | Пол Ґетті                                   |
| 2017      | Людина, яка винайшла різдво       | The Man Who Invented Christmas         | Ебенезер Скрудж                             |
| 2019      | Ножі наголо                       | Knives Out                             | Гарлан Тромбрей                             |
| 2020—2022 | Виліт (телесеріал)                | Departure                              | Говард Лоусон                               |

## Нагороди і номінації
- 1974 — премія «Тоні» за роль в мюзиклі «Сірано»
- 1976 — премія «Еммі» за роль в серіалі «Міняли»
- 1980 — премія «Джіні» за роль в фільмі «Вбивство за наказом»
- 1994 — премія «Еммі» за озвучку в дитячому серіалі «Мейделін»
- 1997 — нагорода імені Едвіна Бута
- 1997 — премія «Тоні» за роль в п'єсі «Беррімор»
- 1999 — нагорода лос-анджелеської асоціації критиків за роль фільмі «Своя людина»
- 1999 — нагорода бостонського товариства кінокритиків за роль фільмі «Своя людина»
- 2002 — нагорода імені Джейсона Робардса
- 2012 — премія «Золотий глобус» в категорії «Найкраща чоловіча роль другого плану» за роль в фільмі «Початківці»
- 2012 — премія «БАФТА» в категорії «Найкраща чоловіча роль другого плану» за роль в фільмі «Початківці»
- 2012 — премія «Оскар» в категорії «Найкраща чоловіча роль другого плану» за роль в фільмі «Початківці»